# A. Ostenfelds Guldmedalje
A. Ostenfelds Guldmedalje er en dansk hædersbevisning, som tildeles danske ingeniører og naturvidenskabsfolk af Danmarks Tekniske Universitet. Den er opkaldt efter Asger Ostenfeld og blev første gang uddelt i 1959. Tildelingen er uregelmæssig.
Prisen uddeles af Professor A. Ostenfelds Guldmedaljefond, der blev indstiftet af Dansk Selskab for Bygningsstatik den 6. marts 1936. Guldmedaljefonden blev knyttet til Den polytekniske Læreanstalt (i dag Danmarks Tekniske Universitet, DTU), som var den eneste læreanstalt, der uddannede polytekniske kandidater i Danmark fra til 1974.

## Modtagere
- 1959
  - Professor Bent Hansen
  - lngeniørdocent Ervin Poulsen
- 1961
  - Civilingeniør P. Lange Hansen
- 1962
  - Ingeniørdocent O. Ditlevsen.
- 1966
  - Civilingeniør Ole F. Hastrup
  - Ingeniørdocent P. Thoft-Christensen
  - Civilingeniør A. G. Frandsen .
  - Civilingeniør Jørgen Nielsen
  - Laboratorieingeniør, civilingeniør Sv. Gravesen
- 1969
  - Civilingeniør Aage P. Jensen
- 1971
  - Civilingeniør Niels Bønding
  - Civilingeniør G. Haas
- 1974
  - Afdelingsgeolog Ellen Mertz
- 1978
  - Civilingeniør Keld Thomsen
  - Civilingeniør M.W. Bræstrup
  - Civilingeniør Knud Mortensen
  - Akademiingeniør Per Freiesleben Hansen
- 1979
  - Professor Niels Lind
- 1982
  - lngeniørdocent N. Krebs Ovesen
  - Civilingeniør. Kaj Madsen
  - Civilingeniør Henrik Overgaard Madsen
  - Civilingeniør Arne Rathkjen
  - Civilingeniør Mette Thiel Nielsen
- 1983
  - Dr.techn. G. M. Idorn
- 1988
  - Akademiingeniør Bjarne Chr. Jensen
  - Akademiingeniør Claus Germann Petersen
  - Civilingeniør H.H. Bache
  - Civilingeniør Gunner Jensen
- 1991
  - Professor Bruno Thürlimann
- 2000
  - Professor Per Freiesleben Hansen
  - Lektor Lars Damkilde
- 2001
  - Professor, ph.d. Poul Lade
- 2008
  - Professor M. P. Nielsen
- 2009
  - Professor Niels Jørgen Gimsing
- 2016
  - Allan Larsen, BSc., PhD